# فسفریلاسیون

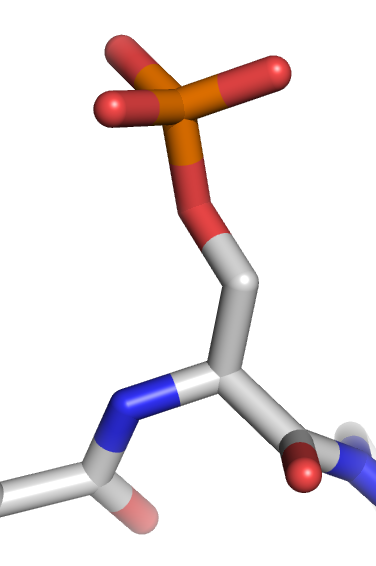
یک سرین فسفریله شده

فسفریلاسیون به اضافه شدن یک گروه فسفات (PO۴) به پروتئین یا سایر مولکول‌های آلی گفته می‌شود. فسفریلاسیون پروتئین نقش مهمی در بسیاری از فرایندهای سلولی دارد. گلیکولیز یا قندکافت نیز با فسفوریلاسیون هگزوزها شروع می‌شود.
فسفریلاسیون یک فرایند انتقال انرژی است. انرژی مورد نیاز از مولکولی به نام ATP (آدنوزین تری فسفات) که نتیجه نهایی فرایند تنفس سلولی است به دست می‌آید.
فسفریلاسیون برگشت‌پذیر پروتئین، یک فرایند بیوشیمیایی تنظیم‌کننده فعالیت پروتئین‌هااست. اختلال در فسفریلاسیون پروتئین در بروز برخی بیماریها نظیر دیابت، بدخیمی‌ها و بیماری آلزایمر دخالت دارد.
فسفریلاسیون توسط آنزیم‌های کیناز انجام می‌شود و آنزیم‌های فسفاتاز، در جهت عکس کینازها برای زدودن گروه فسفات عمل می‌کنند.